# Wilmot (Dakota du Sud)
Pour les articles homonymes, voir Wilmot.
Wilmot est une municipalité américaine située dans le comté de Roberts, dans l'État du Dakota du Sud. Selon le recensement de 2010, elle compte 492 habitants. La municipalité s'étend sur 0,49 milles carrés (1,27 km2).
La ville est nommée Wilmot en 1881, en l'honneur d'un pionnier local.

## Démographie
| 1900 | 1910 | 1920 | 1930 | 1940 | 1950 |
| ---- | ---- | ---- | ---- | ---- | ---- |
| 352  | 427  | 617  | 566  | 628  | 590  |

| 1960 | 1970 | 1980 | 1990 | 2000 | 2010 |
| ---- | ---- | ---- | ---- | ---- | ---- |
| 467  | 518  | 507  | 566  | 543  | 492  |